# Birma op de Olympische Zomerspelen 1980
Birma, tegenwoordig Myanmar genoemd, nam deel aan de Olympische Zomerspelen 1980 in Moskou, in de toenmalige Sovjet-Unie. Er deden twee atleten mee. Het was de achtste Birmaanse deelname en ook deze keer werd geen medaille gewonnen.

## Deelnemers en resultaten
(m) = mannen, (v) = vrouwen 

### Atletiek
| Olympiër | Discipline   | Resultaat | Prestatie |
| -------- | ------------ | --------- | --------- |
| Soe Khin | marathon (m) | 47e       | 2:41.41   |

### Gewichtheffen
| Olympiër  | Discipline | Resultaat | Prestatie                    |
| --------- | ---------- | --------- | ---------------------------- |
| Myint San | -90kg (m)  | DNF       | trekken: geen geldige poging |

Afghanistan · Algerije · Andorra · Angola · Australië · België · Benin · Birma · Botswana · Brazilië · Bulgarije · Colombia · Congo-Brazzaville · Costa Rica · Cuba · Cyprus · Denemarken · Dominicaanse Republiek · Duitse Democratische Republiek · Ecuador · Ethiopië · Finland · Frankrijk · Griekenland · Groot-Brittannië · Guatemala · Guinee · Guyana · Hongarije · Ierland · IJsland · India · Irak · Italië · Jamaica · Joegoslavië · Jordanië · Kameroen · Koeweit · Laos · Lesotho · Libanon · Liberia · Libië · Luxemburg · Madagaskar · Mali · Malta · Mexico · Mongolië · Mozambique · Nederland · Nepal · Nicaragua · Nieuw-Zeeland · Nigeria · Noord-Korea · Oeganda · Oostenrijk · Peru · Polen · Portugal · Puerto Rico · Roemenië · San Marino · Senegal · Seychellen · Sierra Leone · Sovjet-Unie · Spanje · Sri Lanka · Syrië · Tanzania · Trinidad en Tobago · Tsjecho-Slowakije · Venezuela · Vietnam · Zambia · Zimbabwe · Zweden · Zwitserland